# Макфарленд (Канзас)
Макфарленд (англ. McFarland) — місто (англ. city) в США, в окрузі Вабонсі штату Канзас. Населення — 272 особи (2020).

## Географія
Макфарленд розташований за координатами 39°3′17″ пн. ш. 96°14′17″ зх. д. / 39.05472° пн. ш. 96.23806° зх. д. (39.054691, -96.237983).  За даними Бюро перепису населення США в 2010 році місто мало площу 0,48 км², з яких 0,47 км² — суходіл та 0,01 км² — водойми.

## Демографія
Згідно з переписом 2010 року, у місті мешкало 256 осіб у 110 домогосподарствах у складі 68 родин. Густота населення становила 533 особи/км².  Було 123 помешкання (256/км²).
Расовий склад населення:
| - 95,7 % — білих - 0,4 % — корінних американців |

До двох чи більше рас належало 3,1 %. Частка іспаномовних становила 4,7 % від усіх жителів.
За віковим діапазоном населення розподілялося таким чином: 21,9 % — особи молодші 18 років, 63,3 % — особи у віці 18—64 років, 14,8 % — особи у віці 65 років та старші. Медіана віку мешканця становила 40,5 року. На 100 осіб жіночої статі у місті припадало 118,8 чоловіків;  на 100 жінок у віці від 18 років та старших — 119,8 чоловіків також старших 18 років.
Середній дохід на одне домашнє господарство  становив 56 366 доларів США (медіана — 53 750), а середній дохід на одну сім'ю — 69 026 доларів (медіана — 63 750). За межею бідності перебувало 3,9 % осіб, у тому числі 0,0 % дітей у віці до 18 років та 11,4 % осіб у віці 65 років та старших.
Цивільне працевлаштоване населення становило 165 осіб. Основні галузі зайнятості: освіта, охорона здоров'я та соціальна допомога — 26,7 %, виробництво — 18,8 %, мистецтво, розваги та відпочинок — 7,9 %, публічна адміністрація — 7,3 %.